# ملعب ولاية سراوق
ملعب ولاية سراوق (ملعب نيغيري في مالاي) استاد متعدد الأغراض في كوتشينغ، سراوق، ماليزيا. وهو يستخدم حالياً في معظم الأحيان في مباريات كرة القدم. ويستوعب الملعب 26،000 شخصاً وافتتح في عام 1989. استضاف الملعب ألعاب سوكما في عام 1990، التي فازت بها سراوق. وبالإضافة إلى الرياضة وكرة القدم، يمكن أن يكون الملعب أيضا مكانا لتنظيم مناسبات اجتماع حاشد، والحفلات الموسيقية، والعروض، والاجتماعات، والدورات، وحلقات العمل، وما إلى ذلك.